# Tour d'Espagne 1941
La troisième édition du Tour d'Espagne s'est déroulée entre le 12 juin et le 6 juillet 1941 et était composée de 22 étapes pour un total de 4 406 kilomètres. Le départ et l'arrivée étaient fixés à Madrid.
Il s'agissait de la première Vuelta depuis 1936. La course n'avait pas pu être organisée ensuite à cause de la guerre d'Espagne. En raison de la Seconde Guerre mondiale, peu de coureurs étrangers étaient présents : sur les 32 participants, 28 étaient espagnols et 4 suisses.
Julián Berrendero fut le premier Espagnol à s'imposer, après un long duel avec Fermín Trueba qui remporte le classement de la montagne. Le sprinter Delio Rodríguez impressionna en gagnant 12 étapes.

## Classement général
| \| 1. \| Julián Berrendero \| Espagne \| en \| 168 h 45 min 26 s \| \| \| 2. \| Fermín Trueba \| Espagne \| + \| 1 min 07 s \| \| \| 3. \| José Jabardo \| Espagne \| + \| 6 min 32 s \| \| \| 4. \| Delio Rodríguez \| Espagne \| + \| 29 min 17 s \| \| \| 5. \| Antonio Andrés Sancho \| Espagne \| + \| 35 min 40 s \| \| \| 6. \| Antonio Escuriet \| Espagne \| + \| 35 min 57 s \| \| \| 7. \| Antonio Martín Eguia \| Espagne \| + \| 46 min 04 s \| \| \| 8. \| Vicente Carretero \| Espagne \| + \| 54 min 25 s \| \| \| 9. \| José Cano \| Espagne \| + \| 1 h 05 min 40 s \| \| \| 10. \| Manuel Izquierdo \| Espagne \| + \| 1 h 24 min 13 s \| \| |                       |         |    |                   |  |
| 1. | Julián Berrendero     | Espagne | en | 168 h 45 min 26 s |  |
| 2. | Fermín Trueba         | Espagne | +  | 1 min 07 s        |  |
| 3. | José Jabardo          | Espagne | +  | 6 min 32 s        |  |
| 4. | Delio Rodríguez       | Espagne | +  | 29 min 17 s       |  |
| 5. | Antonio Andrés Sancho | Espagne | +  | 35 min 40 s       |  |
| 6. | Antonio Escuriet      | Espagne | +  | 35 min 57 s       |  |
| 7. | Antonio Martín Eguia  | Espagne | +  | 46 min 04 s       |  |
| 8. | Vicente Carretero     | Espagne | +  | 54 min 25 s       |  |
| 9. | José Cano             | Espagne | +  | 1 h 05 min 40 s   |  |
| 10. | Manuel Izquierdo      | Espagne | +  | 1 h 24 min 13 s   |  |

## Étapes
| N°   | Date        | Villes étapes             | km       | Vainqueur d'étape     | Leader du général |
| 1re  | 12 juin     | Madrid - Salamanque       | 210      | Julián Berrendero     | Julián Berrendero |
| 2e   | 13 juin     | Salamanque - Cáceres      | 214      | Antonio Montes        | Delio Rodríguez   |
| 3e   | 14 juin     | Cáceres - Séville         | 270      | Delio Rodríguez       | Delio Rodríguez   |
| 4e   | 16 juin     | Séville - Malaga          | 212      | Antonio Escuriet      | Fermín Trueba     |
| 5e   | 17 juin     | Malaga - Almería          | 220      | Delio Rodríguez       | Fermín Trueba     |
| 6e   | 18 juin     | Almería - Murcie          | 223      | Delio Rodríguez       | Fermín Trueba     |
| 7e   | 19 juin     | Murcie - Valence          | 248      | Antonio Andrés Sancho | Fermín Trueba     |
| 8e   | 21 juin     | Valence - Tarragone       | 279      | Fermín Trueba         | Fermín Trueba     |
| 9e   | 22 juin     | Tarragone - Barcelone     | 97       | Antonio Martín Eguia  | Fermín Trueba     |
| 10e  | 23 juin     | Barcelone - Saragosse     | 306      | Delio Rodríguez       | Fermín Trueba     |
| 11e  | 24 juin     | Saragosse - Logroño       | 174      | Delio Rodríguez       | Fermín Trueba     |
| 12e  | 25 juin     | Logroño - Saint-Sébastien | 209      | Delio Rodríguez       | Fermín Trueba     |
| 13e  | 26 juin     | Saint-Sébastien - Bilbao  | 160      | Federico Ezquerra     | Fermín Trueba     |
| 14e  | 28 juin     | Bilbao - Santander        | 213      | Fermín Trueba         | Fermín Trueba     |
| 15e  | 29 juin     | Santander - Gijón         | 192      | Delio Rodríguez       | Fermín Trueba     |
| 16ea | 30 juin     | Gijón - Oviedo            | 53 (CLM) | Delio Rodríguez       | Julián Berrendero |
| 16eb | 30 juin     | Oviedo - Luarca           | 101      | Delio Rodríguez       | Julián Berrendero |
| 17e  | 1er juillet | Luarca - La Corogne       | 219      | Delio Rodríguez       | Julián Berrendero |
| 18e  | 2 juillet   | La Corogne - Vigo         | 178      | Delio Rodríguez       | Julián Berrendero |
| 19e  | 4 juillet   | Vigo - Verín              | 178      | Delio Rodríguez       | Julián Berrendero |
| 20e  | 5 juillet   | Verín - Valladolid        | 301      | Julián Berrendero     | Julián Berrendero |
| 21e  | 6 juillet   | Valladolid - Madrid       | 198      | Vicente Carretero     | Julián Berrendero |

## Classement annexe
| \| 1. \| Fermín Trueba \| Espagne \| 32 pts \| \| 2. \| Julián Berrendero \| Espagne \| 31 pts \| \| 3. \| Cayetano Martín \| Espagne \| 15 pts \| |                   |         |        |
| 1. | Fermín Trueba     | Espagne | 32 pts |
| 2. | Julián Berrendero | Espagne | 31 pts |
| 3. | Cayetano Martín   | Espagne | 15 pts |

## Liste des coureurs
| 1-10 | 11-20 | 21-30 |
| - 1 Federico Ezquerra - 2 Fermin Trueba - 3 José Cano - 4 Santiago Mostajo (np.1°) - 5 Hans Weber (Sui) - 6 Emile Vaucher (Sui) - 7 Ernst Wüthrich (Sui) - 8 Fritz Saladin (Sui) - 9 Martin Abadia - 10 Isidro Bejarano                        | - 11 Julián Berrendero - 12 José Botanch - 13 Benito Cabestreros - 14 José Campana - 15 Andrés Canals (np.1°) - 16 Mariano Cañardo (np.1°) - 17 Vicente Carretero - 18 Miguel Carrion - 19 Diego Chafer - 20 Echegaray | - 21 Antonio Escuriet - 22 Bartolomé Flaquer Carrio (np.1°) - 23 Juan Gimeno - 24 Candido Gutierrez - 25 Manuel Izquierdo - 26 José Jabardo - 27 José Lahoz (np.1°) - 28 Claudio Leturiaga - 29 Antonio Martín Eguia - 30 Cayetano Martin |
| 31-40 | | |
| - 31 Andrés Martorell (np.1°) - 32 Salvador Molina (np.1°) - 33 Antonio Montes - 34 Miguel Monzon - 35 Fernando Murcia - 36 Emilio Perez Carreno - 37 Delio Rodriguez - 38 Juan Salarich (np.1°) - 39 Antonio Andrés Sancho - 40 Martin Santos | | |